# Lebern
Het district Lebern in het kanton Solothurn bestaat uit de stad Grenchen en omgeving, een deel van de omgeving van de stad Solothurn en enkele landelijke gemeenten in de Solothurnische Jura. Het district heeft een oppervlakte van 117,34 km² en heeft 42.767 inwoners (eind 2004). De hoofdplaats is Grenchen.
| Gemeentenaam              | Inwoners (31/12/2004) | Oppervlakte (km²) |
| ------------------------- | --------------------- | ----------------- |
| Balm bei Günsberg         | 219                   | 5,46              |
| Bellach                   | 5095                  | 5,28              |
| Bettlach                  | 4807                  | 12,20             |
| Feldbrunnen-Sankt Niklaus | 877                   | 2,47              |
| Flumenthal                | 1013                  | 3,09              |
| Grenchen                  | 16.001                | 26,08             |
| Günsberg                  | 1131                  | 5,28              |
| Hubersdorf                | 667                   | 1,40              |
| Kammersrohr               | 41                    | 0,94              |
| Langendorf                | 3499                  | 1,93              |
| Lommiswil                 | 1447                  | 5,76              |
| Niederwil                 | 353                   | 2,28              |
| Oberdorf                  | 1682                  | 11,94             |
| Riedholz                  | 1595                  | 4,92              |
| Rüttenen                  | 1417                  | 8,80              |
| Selzach                   | 2923                  | 19,51             |

Bucheggberg · Dorneck · Gäu · Gösgen · Lebern · Olten · Solothurn · Thal · Thierstein · Wasseramt